# BRB H 2/3 Nr. 6 und 7
Die H 2/3 der Brienz-Rothorn-Bahn (BRB) sind kohlegefeuerte Heissdampf-Zahnraddampflokomotiven, deren Konstruktion von der Meterspurlokokomotive für die savoyische Chemin de fer du Mont-Revard des Typs S1 abgeleitet wurde (Einzelstück).
Nachdem die Brienz Rothorn Bahn nach dem Ersten Weltkrieg 1931 wiedereröffnet wurde, wurden zwei neue Lokomotiven beschafft. Die Beschaffungskosten beliefen sich bei Lok 6 im Jahr 1933 auf 51'000 CHF und bei Lok 7 im Jahr 1936 auf 67'000 CHF.
Die Lokomotiven sind mit zwei Friedmann-Injektoren, auch Wasserstrahlpumpen genannt, ausgerüstet.
Die Lokomotiven waren 2022 regelmässig im Einsatz. Pro Retourfahrt Brienz–Rothorn verbrauchen sie jeweils 350 kg Kohle und 2000 Liter Wasser. Mit einer Zugkraft von 50 kN können sie eine maximale Vorstelllast von 12'800 kg befördern. Unter Volllast bei maximaler Steigung beträgt dabei die Höchstgeschwindigkeit 9 km/h.
Die Loks werden üblicherweise abwechselnd mit der Komposition der Wagen B16 und B26 eingesetzt und fahren aus Verschleissgründen nur 1–2 Umläufe pro Tag.  Wenn beide Loks gleichzeitig im Einsatz sind, wird auch der blaue B17 (ex Rochers de Naye) mit Platz für 56 Personen eingesetzt. 